# Rodney Alcala

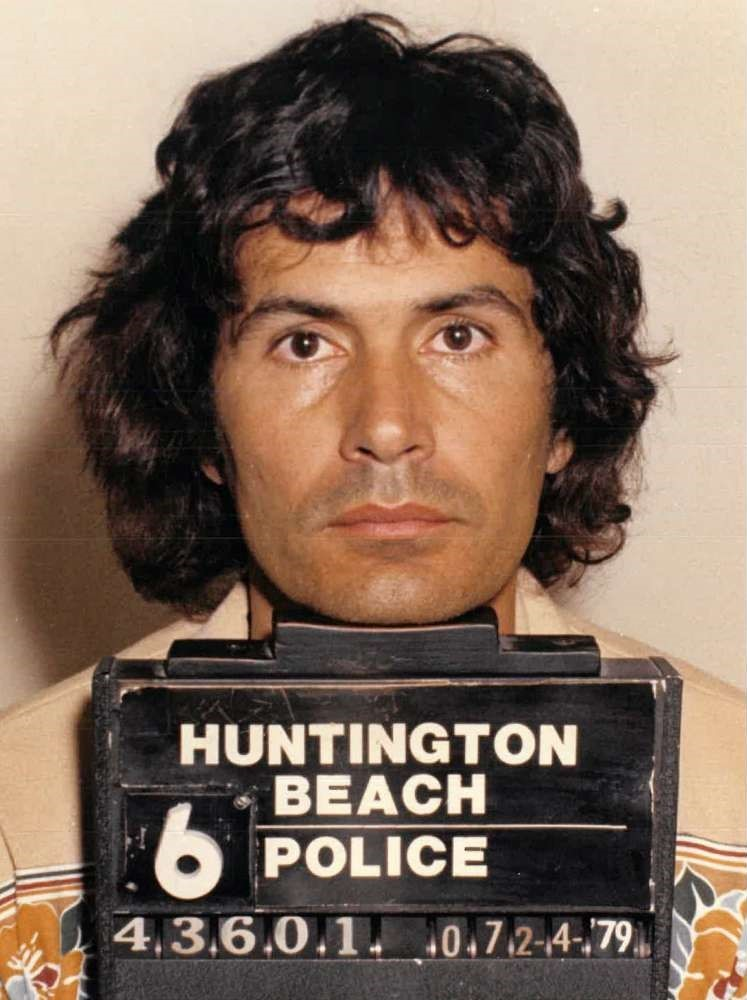
Rodney Alcala, 1979

Rodney Alcala (* 23. August 1943 in San Antonio, Texas; † 24. Juli 2021 in Corcoran, Kalifornien; gebürtig: Rodrigo Jacques Alcala-Buquor) war ein US-amerikanischer verurteilter Serienmörder. Er war auch als The Dating Game Killer, John Burger  und John Berger bekannt.

## Frühes Leben
Mit seinen Eltern, Raoul Henri Alcala Buquor und Anna Maria Gutierrez, und seinen zwei Schwestern sowie seinem Bruder zog Alcala 1951 nach Mexiko. Drei Jahre später, 1954, verließ sein Vater die Familie. Deshalb zog seine Mutter im selben Jahr mit ihren Kindern in die Nähe von Los Angeles.
Mit siebzehn Jahren arbeitete er in der US-Army als Schriftführer. Nachdem er im Jahre 1964 eine Panikattacke gehabt hatte, wurde bei ihm eine dissoziale Persönlichkeitsstörung diagnostiziert. Später wurden bei ihm auch noch eine narzisstische Persönlichkeitsstörung und eine Borderline-Persönlichkeitsstörung entdeckt. Er zeigte zusätzlich Anzeichen von sexuellem Sadismus und der Psychopathie. Deshalb wurde er aus der Armee entlassen und studierte trotz seiner mentalen Störungen an der UCLA School of Fine Arts; dort erhielt er 1968 den Bachelor of Fine Arts.
Wenig später studierte er Regie an der NYU, sein Lehrer war Roman Polanski.

## Taten und Opfer
Sein erstes schweres Verbrechen beging Alcala 1968, kurz bevor er an der NYU studierte. Er lockte ein achtjähriges Mädchen, Tali Shapiro, das auf dem Sunset Boulevard lief, in seine Wohnung in der De Longpre Avenue, Hollywood. Dort schlug und vergewaltigte er es. Nachdem ein Motorradfahrer, der gesehen hatte, wie Alcala das Mädchen in seine Wohnung lockte, die Polizei gerufen hatte, fand die Polizei das Opfer zwar lebend, doch Alcala war schon geflohen. Im Frühjahr 1971 wurde er als möglicher Täter auf die Liste der Ten Most Wanted Fugitives des FBI gesetzt.
Alcala schrieb sich nach der Tat auf der Flucht unter dem Tarnnamen John Berger an der NYU ein, wo er auch einen Abschluss erhielt. In dieser Zeit verwendete er auch den Namen John Burger. Sein nächstes bestätigtes Verbrechen beging er 1971, als er die 23-jährige Trans-World-Airlines-Flugbegleiterin Cornelia Michel Crilley in ihrem Appartement in der Upper East Side, Manhattan, vergewaltigte und anschließend ermordete. Die Polizei fand sie mit einem Seil um ihren Hals, sie wurde erwürgt, zudem wurde in ihre linke Brust gebissen. Die Polizei versuchte, das Gebiss zu rekonstruieren. Der Hauptverdächtige war ihr Lebenspartner Leon Borstein, der zu der Zeit Assistent des Bezirksanwaltes von Brooklyn war. Doch der Mord an Crilley blieb vorerst ungeklärt.
Zwei Mädchen, die an dem künstlerischen Sommercamp New Beginnings in George Mills, New Hampshire, teilnahmen, in dem Alcala Betreuer war, sahen 1971 ein Fahndungsposter von ihm. Kurz danach wurde er in Kalifornien aufgrund der Vergewaltigung von Tali Shapiro festgenommen. Die Eltern des Mädchens erlaubten es ihrer Tochter nicht, gegen Alcala auszusagen, deshalb wurde er nur wegen Körperverletzung angeklagt. Nach nur 17 Monaten wurde er entlassen, da er nach geltenden Vorschriften Anzeichen einer Rehabilitation zeigte. Nach nur zwei Monaten beging er seine nächste Tat, er griff die 13-jährige Julie J. unter dem Vorwand, sie zur Schule zu fahren, an. Sie sagte anschließend auch gegen ihn aus, weswegen er zu einer unbestimmten Haftdauer verurteilt wurde, jedoch nach zwei Jahren Gefängnis wieder freikam.
1977 tötete Alcala die 23-jährige Ellen Jane Hover. Er geriet in das Visier der Fahnder der damaligen Serienmorde der sogenannten Hillside Stranglers um Los Angeles und wurde dabei wegen Marihuanabesitzes inhaftiert.
Ende der 1970er Jahre fotografierte Alcala Hunderte junge Männer und Frauen unter dem Vorwand, sie später für professionelle Modeaufnahmen engagieren zu wollen. Die Personen, oft minderjährig, waren dabei nackt. So entstanden etliche Fotos, die er bis zu seiner letzten Verhaftung behielt. 1979 vergewaltigte er dabei die vorher bewusstlos geschlagene 15-jährige Monique Hoyt.
Mitte 1979 wurde die zwölfjährige Robin Samsoe in Huntington Beach zwölf Tage nach ihrem Verschwinden in der Nähe von Los Angeles tot aufgefunden. Eine Begleitung von Robin erzählte der Polizei später, dass ein Fremder Fotos machen wollte, und erstellte ein Phantombild. Alcalas Bewährungshelfer identifizierte ihn daraufhin auf dem Fahndungsbild. Robins Ohrringe wurden daraufhin in einem von Alcala angemieteten Schließfach gefunden.

## Verurteilungen
Ende 1979 wurde Alcala für den Mord an Robin Samsoe verhaftet und im darauffolgenden Jahr zum Tode verurteilt. Wegen Verfahrensfehlern wurde das Urteil annulliert. Eine zweite Verurteilung zum Tode im Jahr 1986 wurde ebenfalls aufgehoben, da ein Zeuge „von Polizeiermittlern hypnotisiert wurde“. Alcala schrieb ein Buch („You the Jury“), in dem er seine Unschuld beteuerte; er verklagte die Ankläger zudem wegen einer seiner Meinung nach ungerechten Verpflegung während der Inhaftierung.
Für den dritten Versuch einer Verurteilung im Jahr 2003 wurden im Rahmen einer DNA-Analyse vier offene Vergewaltigungs- und Todesfälle von Ende der 1970er Jahre mit ihm in Verbindung gebracht. Im Februar 2010 wurde er für die fünf bekannten Fälle angeklagt und verteidigte sich selbst. Dabei zeigte er auch einen Auftritt von ihm im Jahr 1978 aus einer Dating-Show im amerikanischen Fernsehen („The Dating Game“), um zu zeigen, dass die gefundenen Ohrringe von Robin Samsoe von ihm getragen worden seien. Er erklärte, sich an Morde nicht erinnern zu können. Nach der Verurteilung für alle fünf Morde wurde das Strafmaß im März 2010 auf die Todesstrafe festgesetzt. Von einem Richter in New York wurde Alcala im Jahr 2013 für die Morde an Cornelia Crilley und Ellen Hover (1971 und 1977) zu 25 Jahren Gefängnis verurteilt. In weiteren Fällen aus anderen Bundesstaaten wurde Alcala als Hauptverdächtiger geführt, konnte aber aufgrund fehlender Beweise nicht angeklagt werden.

## Identifizierung von durch Alcala fotografierte Personen
Etwa 120 der Fotos, die Alcala von zahlreichen Personen Ende der 1970er Jahre auch nackt gefertigt hatte, wurden von der Polizei zur Identifizierung durch die Öffentlichkeit veröffentlicht. Eine identifizierte Person wurde daraufhin einem offenen Mordfall zugeordnet. Im September 2016 wurde Alcala aufgrund von DNA-Spuren für den Mord an der fotografierten 28-jährigen Christine Thornton angeklagt, die 1977 in Wyoming verschwand. Aufgrund Alcalas gesundheitlichen Zustandes wurde bis zu seinem Tod kein Gerichtsverfahren in diesem Fall durchgeführt. Am 24. Juli 2021 starb er 77-jährig eines natürlichen Todes im Corcoran-Gefängnis von Kalifornien.

## Spielfilm
Im Jahr 2023 wurde der Spielfilm Woman of the Hour von Anna Kendrick veröffentlicht, der sich hauptsächlich auf Alcalas Fernsehauftritt bei der Flirtshow The Dating Game konzentriert. Die Hauptrollen bekleideten Regisseurin Kendrick und der costa-ricanische Schauspieler Daniel Zovatto.